# Met Art
Met Art (Met er kort form af "Most Erotic Teens) er verdens største kommercielle portal for erotiske billeder.[kilde mangler] Den er startet i Rusland og tæller nogle af de bedste erotikfotografer overhovedet.[kilde mangler] Siden har været online siden 1999 og er blandt de 500 mest besøgte sider på internettet.
I starten blev de fleste billeder leveret af Grigori Galitsin. Senere kom flere til. I 2002 han projektet for at starte sit eget . I dag finder man nøgenbilleder af blandt andre Roy Stuart, Richard Murrian, Jacques Bourboulon, Peter Dominic, Tony Ward, Slastyonoff, Brian Peterson, Gabriele Rigon, Voronin, Max Stan og de kvindelige fotografer Cleo Nikolson, Nancy Murrian og Anais Demois. De fleste fotografer er dog i dag fra Rusland og Ukraine, da det fortrinsvist er der, man finder modellerne.